# 打巴路站
打巴路站位于马来西亚霹雳州打巴镇，属于KTM城际铁路的一站。马来亚铁道公司是该车站的主要经营者。

## 历史
本站与建于1880年至1885年，是马来西亚最古老的火车站之一。本站有一条轨道开往霹雳安顺，但是在第二次世界大战期间该轨道遭到严重破坏。本站于2007年3月被重建，被作为是万挠和怡保之间铁路复线电气化项目的一部分，旧车站大楼被保留。

## 主要路线
- 打巴路至吉隆坡至新加坡
- 打巴路至曼谷